# Frithjof Sælen (författare)
Frithjof Sælen junior, född 24 december 1917, död 1 januari 2004, var en norsk illustratör, författare och motståndsman under kriget. Han var son till gymnasten Frithjof Sælen.
Han är mest känd för den antinazistiska bilderboken Snorre Sel som kom 1941 och för boken om Leif Larsen, Shetlands-Larsen, som kom 1947. Den norska krigsfilmen Shetlandsgjengen bygger bland annat på boken Shetlands-Larsen.
Frithjof Sælen var självlärd. Han började sin karriär som karikatyrtecknare i tidningen Bergens Aftenblad 1936. Senare fick han uppdrag som sportjournalist och tidningstecknare.
1941 gav Frithjof Sælen ut barnboken Snorre Sel där han stod för både text och teckningar. Boken handlar om den troskyldiga sälungen Snorre, isbjörnen Brummelabb, den svultna späckhuggaren Glefs och den godmodiga valrossen onkel Bart. Historien kan också läsas som en allegori över Norge, Ryssland och angreppet från nazi-Tyskland. Två anonyma brevskrivare angav boken till myndigheterna, och boken drogs tillbaka fyra veckor efter att den givits ut. Då var förstaupplagan på 12 500 exemplar redan utsåld.
Före jul 1942 gav Sælen ut en ny bilderbok, Tre kalde karer. Där möter läsaren snögubbarna Trommelom, Snømann Tømann och Knirk. De symboliserar axelmakterna Tyskland, Italien och Japan, medan solen representerar de allierade. Utgåvan ledde till att Sælen kallades till förhör hos Gestapo. Eftersom det politiska budskapet här var bättre dolt än i Snorre sel, förbjöds inte boken. Den kom ut i tre upplagor och såldes i 23 500 exemplar under kriget. Snorre Sel översattes till engelska, svenska, isländska och grekiska. 
År 1948 gav Frithjof Sælen ut sin tredje bilderbok, En motig maur. Den fick han Kultur- och kyrkodepartementets priser för barn- och ungdomslitteratur för, ett pris som utdelades för första gången detta år. En motig maur var den första barnboken i Norge som kom ut med text både på bokmål och nynorska. 
Efter kriget arbetade Sælen i Bergen, bland annat som konst- och teaterkritiker i fem år. I början av 1950-talet startade han tillsammans med Gert Strindberg reklambyrån Marketing-Byrået A/S. 1974 sålde han sin andel i Marketing-Byrået och bedrev egen verksamhet som konsult. 
Frithjof Sælen skrev en rad jubileumsböcker för norska firmor och böcker om motståndskampen under kriget, bland annat Tyske tanks var sør i dalen (1975) om sina egna upplevelser från striderna i Hallingdal 1940 och boken om Shetlands-Larsen. 
1994 fick Sælen Parkinsons sjukdom.